# Windtalkers
Windtalkers è un film del 2002 diretto da John Woo, interpretato da Nicolas Cage, Adam Beach e Christian Slater.

## Trama
1944. In piena seconda guerra mondiale, il Corpo dei Marines degli Stati Uniti decide di usare il linguaggio degli indiani Navajo per codificare i messaggi segreti (i cosiddetti code talker) così da impedirne la decodifica da parte dei giapponesi. L'esercito giapponese a sua volta decide di catturare dei marines Navajo per usarli come traduttori delle trasmissioni nemiche. Gli americani, venuti a conoscenza del fatto, assegnano ai Navajo dei marines come guardie del corpo, con l'ordine di ucciderli in caso di pericolo.
Il film narra le vicende del sergente Joe Enders, sorta di eroe maledetto e tutto d'un pezzo, che dopo aver casualmente causato la morte di quattro marines ed essere sopravvissuto per un pelo, passa la convalescenza pensando solo a ritornare in azione, per vendicarli. Accompagnato dal plotone guidato dal capitano Hjelmstad (che prende parte ai violenti scontri), farà la conoscenza del sergente Ox Henderson, incaricato di proteggere il soldato marconista Navajo Charlie Whitehorse. Joe, durante i conflitti, sarà l'angelo custode del marine Navajo Ben Yahzee, inviato a Saipan, isola teatro della tragica battaglia del giugno 1944 e dovrà mettercela tutta per non far cadere il suo amico nelle mani dell'esercito nipponico evitando però la soluzione estrema.

## Distribuzione
Il film è stato distribuito nelle sale cinematografiche statunitensi il 14 giugno 2002, mentre in quelle italiane il 28 giugno 2002.

### Home Video
il film viene distribuito dalla 01 Distribution tramite la Columbia TriStar Home Entertainment in VHS e DVD a noleggio a dicembre 2002 e poi per la vendita a febbraio 2003

## Accoglienza

### Critica
L'accoglienza del film da parte del pubblico fu abbastanza fredda. Gli incassi totali, infatti, si aggiravano sui 70 milioni di dollari a fronte dei 115 milioni del costo di realizzazione con una consistente perdita finanziaria. La maggior parte dei critici trovò il vero punto debole del film nella figura del protagonista Joe Enders forse davvero troppo surreale in alcune scene. Molto bello e profondo, invece, è stato ritenuto il suo particolare e originale rapporto di amicizia con il marconista Ben Yahzee. Furono anche notati alcuni errori storici, soprattutto riguardanti la ricostruzione della battaglia di Saipan e la decisione di ricostruirla nell'isola di Oahu, Hawaii.

## Riconoscimenti
- 2003 - Taurus World Stunt Awards
  - Miglior stunt